# Orlando Carrazana
Orlando Antonio Carrazana (Belén, Catamarca, 14 de febrero de 1958) es un exfutbolista argentino que jugaba como delantero.

## Trayectoria

### Boca
Carrazana debutó con la camiseta de Boca en 1978. Jugó en el club hasta 1979.

### Gimnasia de La Plata
En 1980 pasó a Gimnasia de La Plata. En el lobo jugó por un año.

### Deportivo Morón
En 1981 se sumó a Deportivo Morón, donde jugó un año.

### Central Norte
Luego de su paso por el fútbol de Buenos Aires regresó al Noroeste Argentino y se sumó a Central Norte. Con cuervo disputó los Campeonatos Nacionales de 1984 y 1985, siendo esta, la última vez que el club disputó la Primera División. Se coronó campeón de la Liga Salteña en 1985 y 1986. En 1986 logró la clasificación a la flamante B Nacional. Jugó en Central Norte hasta 1987.

### Atlético Tucumán
En el año 1987 viajó a San Miguel de Tucumán y se sumó a Atlético Tucumán. Vistió la camiseta del decano durante una temporada.

## Clubes
| Club                 | País      |
| -------------------- | --------- |
| Boca                 | Argentina |
| Gimnasia de La Plata | Argentina |
| Deportivo Morón      | Argentina |
| Central Norte        | Argentina |
| Atlético Tucumán     | Argentina |

## Palmarés
| Título       | Equipo        | País      | Año  |
| ------------ | ------------- | --------- | ---- |
| Liga Salteña | Central Norte | Argentina | 1985 |
| Liga Salteña | Central Norte | Argentina | 1986 |